# 痤疮
痤瘡也称尋常性痤瘡（acne vulgaris）、痘疮、青春痘，俗稱痘痘，是一种累及毛囊皮脂腺的慢性炎症性皮肤病，好发于皮脂溢出部位，属于多基因遗传，主要与雄激素诱导皮脂腺肥大过度分泌皮脂、毛囊导管口异常角化、疮疱表皮杆状菌（旧称痤瘡丙酸桿菌）等微生物增殖及免疫炎症反应有关。
痤瘡临床表现可为丘疹、脓疱、结节、囊肿及瘢痕。好发于青春期男女的臉部、胸部上部和背部含皮脂腺數量相對较多的部位。
依据皮损性质将寻常痤疮分为4 级：Ⅰ级为仅有粉刺，Ⅱ级有炎性丘疹，Ⅲ级出现脓疱，Ⅳ级有囊肿、结节。

## 病因与病理生理學
80％的病例中認为遺傳因素是主要病因 。飲食和吸菸的作用尚不清楚，皮膚是否乾淨、是否暴露在陽光下与痤瘡的形成無關。在青春期，痤瘡通常都是由睪固酮的增加引起 。目前發現痤瘡均有痤瘡丙酸桿菌感染。
一般痤瘡的形成，有以下幾個因素，但最終原因都是皮脂分泌過多和堵塞引起的：
- 皮脂腺發達：排出過多皮脂，油脂腺發達的人不容易肥胖但更容易得粉刺。
- 饮食：高升糖食物被發現對痤瘡的嚴重程度有所影響[7][20][21]。多個研究顯示低升糖食物能有效減少痤疮[20]。虽然大众常认为多油脂和刺激性的食物容易引发痤疮，但目前没有证据可以确定两者之间的关联[22]。
- 內分泌失調：內分泌失調使得皮脂分泌過多，此與睡眠，休息，壓力和情緒有關。
- 毛囊角質化：毛囊角質化導致皮脂腺的分泌物無法排出，進而導致毛囊破裂，炎症细胞浸润。
- 皮脂腺過度分泌：過多的雄性激素或雌性激素導致皮脂腺分泌過分旺盛。此與個人先天體質、後天環境有關。
- 痤瘡丙酸桿菌孳生：痤瘡丙酸桿菌將皮脂固化，促進發炎反應。
- 炎症介质的釋出：痤瘡丙酸桿菌分解皮脂腺分泌的三酸甘油脂成脂肪酸，促進了發炎反應。

## 症状

### 表现
- 毛囊分泌過多油脂。
- 黑頭白頭（痤疮前期，见粉刺）：兩者都是非炎性的，由皮脂過多引起。前者由於存在开口，表面油脂被空氣氧化而呈黑色；後者没有开口，故皮脂保持白色
- 丘疹
- 结節

### 後遗症
- 疤痕：凹陷，溝痕，水痘样
- 色素沉淀

## 預防與治療
痤瘡有许多治療方法可供选择，包括改變生活方式、藥物和醫療程序。少吃食糖等單醣可能會對病情有所帮助。外敷壬二酸、过氧化苯甲酰和水楊酸是常用的治疗手段。抗生素和維生素A酸可用於口服给药治療痤疮。
然而，抗生素治疗可能會對抗生素產生耐藥性。若干种避孕药对女性的痤疮有治療效果。由於口服維生素A酸會有較大的副作用，因此只建議嚴重的痤瘡患者使用。醫療界的一些人士倡導儘早積極地治療，以減輕痤瘡對患者的長遠影響。
- 粉刺和遗留症状只要坚持保持良好的习惯一段时间（一至两个月）可以自然消退[來源請求]
- 避免食用高熱量特別是含有較多油脂的食物[來源請求]
- 每天至少一至兩次的溫水洗臉，將皮膚表面的油脂洗淨

## 治療藥物
治療藥物一般有外用與口服兩種劑型：
- 外用劑型
  - 过氧化苯甲酰：屬於氧化劑，殺菌力強，且無抗藥性問題。
  - 水楊酸、壬二酸：主要用於去角質。
  - 維生素A酸
  - 抗生素
- 口服劑型
  - 維生素A酸：促使皮脂腺萎縮、殺菌、抗發炎效果三合一。效果最強，屬最後一線療法，非不得已不輕易使用。
  - 抗生素
  - 賀爾蒙

療程視病患嚴重程度，從4週到半年以上不等。各類處方藥需遵照醫囑使用。

### 抗生素療法
以抗生素來殺死皮脂腺中的痤瘡丙酸桿菌，使其無法分解三酸甘油脂成脂肪酸，進而減少發炎反應。第一線通常使用四環素類抗生素(例如：四環黴素, 去氧羥四環素, 米諾環素)，如產生抗藥性則使用第二線克林黴素類，再有抗藥性則使用第三線磺胺類藥物。

### 激素療法
適用於以成年女性為主的亞型。通常使用螺内酯類利尿劑、口服避孕藥以調整體內失調的激素。

### 异维A酸
異維A酸可以促使皮脂腺萎縮，從最根本治療痤疮。並且有殺菌、抗發炎等效果。不過皮脂腺萎縮屬於不可逆的過程，故雖然效果最強，但屬最後一線療法，非不得已不輕易使用。

### 病灶内糖皮质激素
病灶内糖皮质激素（Intralesional Glucocorticoids，俗稱「痘痘針」）注射，将類固醇類藥物直接注射病灶處，可以快速緩解患處的發炎反應。

## 流行病學
據估計，2015年，痤瘡在全球范围内影响6.33亿人，成為了全球第八大常见疾病。痤瘡常發生於青少年時期，约80–90%西方世界的青少年患有痤瘡。在乡下患痤瘡的比例則較低。兒童和成人在青春期前后都有可能患病。雖然成人罹患痤瘡不太常见，但患者中近半數直至20歲或30歲都還持續發生痤瘡，有一少部分人甚至到40歲都還為此感到困擾。